# Бединадзе, Давид
Давид Бединадзе  (груз. დავით ბედინაძე; род. 5 февраля 1985 в Батуми) — борец греко-римского стиля в категории мужчин до 60 килограммов, чемпион мира — 2007 в Баку, серебряный призёр чемпионата мира 2006 в Гуанчжоу, участник Олимпийских игр 2008 года, призёр многочисленных международных турниров. Старший тренер сборной Грузии по кадетам.